# Peter-Michael Kolbe
Peter-Michael Kolbe (Holzminden, 2 augustus 1953 – Lübeck, 8 december 2023) was een West-Duits roeier. Kolbe was gespecialiseerd in de skiff. In deze boot werd Kolbe vijfmaal wereldkampioen. Kolbe maakte zijn olympische debuut tijdens de Olympische Zomerspelen 1976 met een zilveren medaille in de skiff. Vier jaar later kon Kolbe niet deelnemen aan de Olympische Zomerspelen 1980 vanwege dat West-Duitsland deelnam aan de boycot. Tijdens de Olympische Zomerspelen 1984 werd Kolbe net als acht jaar eerder verslagen door de Fin Pertti Karppinen en moest hij genoegen nemen met de zilveren medaille. Vier jaar later versloeg Kolbe de Fin Pertti Karppinen maar moest toch genoegen nemen met de zilveren medaille achter de Oost-Duitser Thomas Lange.
Kolbe overleed in december 2023 op 70-jarige leeftijd.

## Resultaten
- Wereldkampioenschappen roeien 1975 in Nottingham  in de skiff
- Olympische Zomerspelen 1976 in Montreal  in de skiff
- Wereldkampioenschappen roeien 1978 in Cambridge  in de skiff
- Wereldkampioenschappen roeien 1979 in Bled  in de skiff
- Wereldkampioenschappen roeien 1981 in München  in de skiff
- Wereldkampioenschappen roeien 1983 in Duisburg  in de skiff
- Olympische Zomerspelen 1984 in Los Angeles  in de skiff
- Wereldkampioenschappen roeien 1985 in Hazewinkel  in de skiff
- Wereldkampioenschappen roeien 1986 in Nottingham  in de skiff
- Wereldkampioenschappen roeien 1987 in Kopenhagen  in de skiff
- Olympische Zomerspelen 1988 in Seoel  in de skiff

- Gemeinsame Normdatei: 142383732
- Virtual International Authority File: 315525603
- WorldCat: E39PBJgt4DqByFW9c4jmRgcgKd